# Cupulate
El cupulate,chocoazú o chocolate de copoazú es un dulce de sabor y textura similar al chocolate, que en lugar de fabricarse a partir del cacao (Theobroma cacao) se hace con las bayas de Theobroma grandiflorum, una planta conocida como copoazú («cupuaçu») en Brasil.
El producto fue desarrollado en la década de 1980 por la investigadora de la empresa EMBRAPA Raimunda Ribeiro de Nazaré en Belém. La empresa obtuvo la patente y marca registrada en Brasil y el resto del mundo, aunque no sin conflictos legales con otros fabricantes.
En particular la empresa japonesa Asahi Foods registró el copulate en Europa y Japón, aunque el gobierno japonés no aceptó registrar cupuaçu, y en Europa Embrapa logró ganar los litigios a partir de 2015. En mayo de 2008 el presidente de Brasil Lula da Silva promulgó una ley designando el cupuaçu como fruta nacional.

## Producción

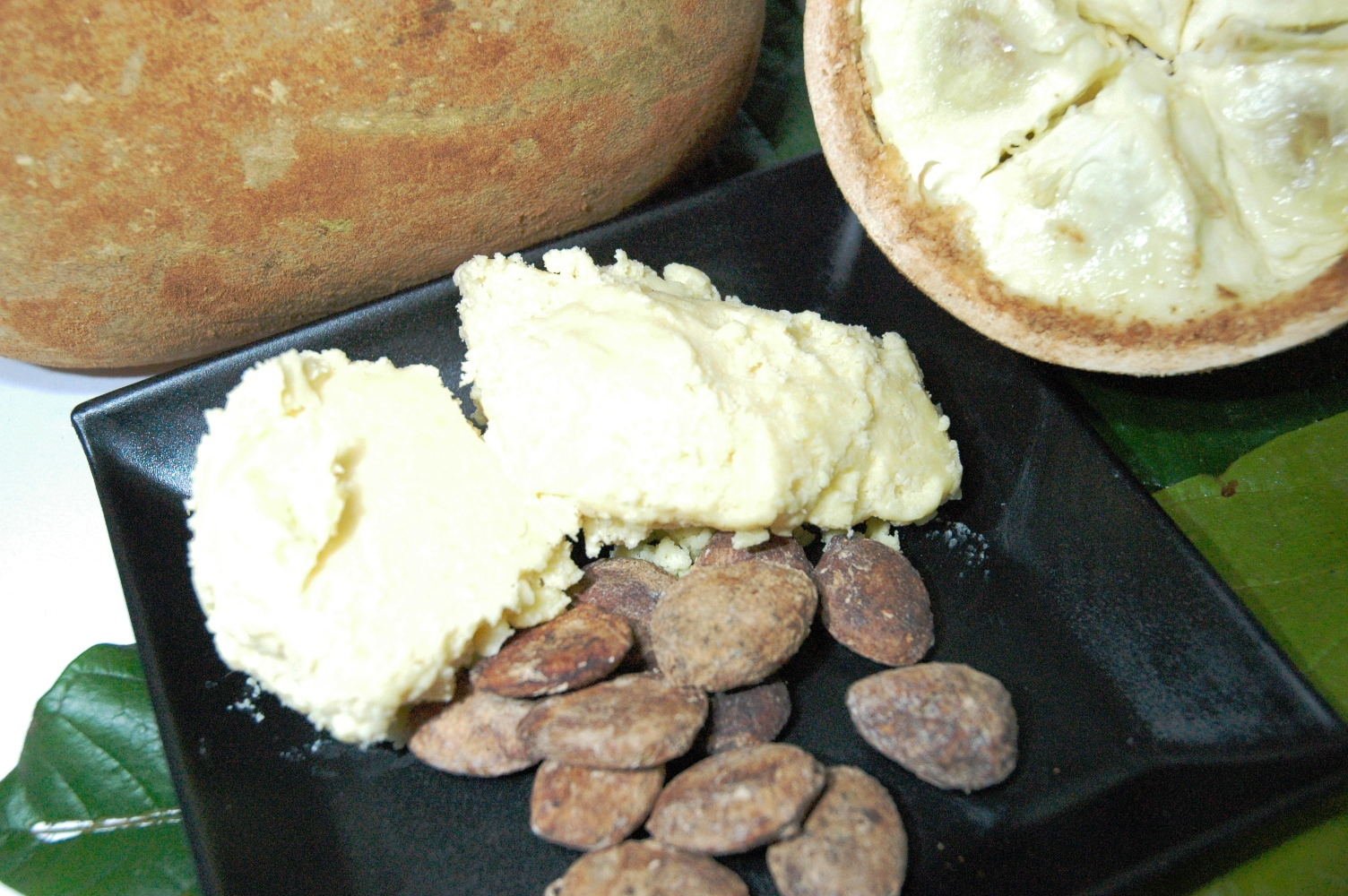
Mantequilla de copoazú y semillas

A diferencia del cacao, la baya de cupuaçu contiene mucha pulpa, que se utiliza en la elaboración de jugos, mermeladas, compotas, gelatinas y dulces. La semilla secada, tostada, torrada y molida genera un producto similar al chocolate, pero sin cafeína ni teobromina.
Al igual que con el chocolate, se fabrican dulces de cupulate negro, semiamargo, con leche y blanco.
Entre las características diferenciales del copulate, se menciona que funde a unos 2 °C más que el chocolate, lo que puede representar una ventaja para el consumo y conservación en climas cálidos. Resulta además un producto más económico al no tener aún precio comercial.